# Вахрушевское городское поселение
Вахрушевское городско́е поселе́ние — муниципальное образование в Слободском районе Кировской области Российской Федерации.
Административный центр — пгт Вахруши.

## История
Вахрушевское городское поселение образовано 1 января 2006 года согласно Закону Кировской области от 07.12.2004 № 284-ЗО.

## Население
| 2009   | 2010  | 2011  | 2012  | 2013  | 2014  | 2015  | 2016  | 2017  |
| ------ | ----- | ----- | ----- | ----- | ----- | ----- | ----- | ----- |
| 10 094 | ↘9769 | ↘9693 | ↗9703 | ↗9711 | ↗9765 | ↘9732 | ↘9693 | ↘9672 |
| 2018   | 2019  | 2020  | 2021  |       |       |       |       |       |
| ↘9559  | ↘9456 | ↘9360 | ↘9072 |       |       |       |       |       |

## Состав городского поселения
| № | Населённый пункт    | Тип населённого пункта      | Население |
| - | ------------------- | --------------------------- | --------- |
| 1 | Вахруши             | пгт, административный центр | ↘9024     |
| 2 | Подсобное хозяйство | деревня                     | ↗48       |